# テラーク・インターナショナル・コーポレーション
テラーク・インターナショナル・コーポレーション（Telarc International Corporation）は、サウンド・エンジニアのジャック・レナーと音楽プロデューサーのロバート・ウッズにより、1977年にオハイオ州クリーブランドに創設されたインデペンデント・レコード・レーベル。設立当初よりデジタル録音を採用している。
初期はクラシック音楽のレーベルであり、シンシナティ交響楽団やクリーヴランド管弦楽団等の有名な楽団を録音していた。後にジャズやブルース、カントリー・ミュージックも取り扱うようになる。
現在はコンコード・ミュージック・グループの傘下にある。コンコードの配給はユニバーサル ミュージック グループが行っており、日本での発売も同社の日本支社がしている。

## 沿革
- 1977年 ジャック・レナードとロバート・ウッズにより、オハイオ州クリーブランドに創設。初めは、ダイレクト・カッティングのLPを発売していた。音質重視により、LP盤のプレスは米で行わず、当時の西独のテルデック社にて行う。[1]
- 1978年4月4日 米のレコード会社としては初めて、デジタル録音を行う。[2]
- 1980年 日本のオーディオテクニカの子会社、テクニカエンタープライズを通して、同社LPの日本での輸入販売が開始される。
- 1980年 エリック・カンゼル指揮、シンシナティ交響楽団によるチャイコフスキー作曲の「序曲1812年」他が発売(LP番号:DG-10041、CD番号:CD-80041)。非常に高いレベルでの大砲実射音入りのオーディオ・ファイル・レコードとしてクラシック・レコードとしては当時としては全世界にて異例の約10万枚(1983年時点)の売り上げを上げ[3]、同社の名前を一躍知らしめた。
- 1981年10月頃 日本での輸入販売代理店が、日本フォノグラムに移籍される。
- 1981年 コンパクトディスクの発表に伴い、ソニーのデジタルPCMプロセッサーPCM-1610とデジタル編集機DAE-1100を導入。[4]
- 1983年 初のCDを発売。いずれも日本プレスで、プレスは当時のCBSソニーと松下電器が分けて行った。[5]
- 1987年頃 A/Dコンバーターに20ビット方式を採用した録音を開始。
- 1996年 コンテンポラリー・ジャズ・レーベル、ヘッズ・アップ・インターナショナルを合併し、子会社にする。
- 1996年 24ビット方式の使用を開始。
- 1998年 DSD方式による録音を開始。
- 2000年 SACDの発売を開始。
- 2001年 初期の米サウンドストリーム社の機器にて録音したオリジナル・デジタル・データをDSD化したSACDの発売を開始(CDとのハイブリッド仕様)。(詳細は下記参照のこと)
- 2005年12月9日 コンコード・ミュージック・グループがテラークとヘッズ・アップを獲得。分配者は発表されていない。

## 技術、音質、会社等について
もともとスピーカーのメーカーであるARC社の製品テスト・テープを作っていたのがきっかけでレコード会社として発足した。
テラークは音質について細心の注意を払っており、そのため、LPは原則として当時の西独のテルデック社のみ、CD、SACDは現在原則として米Sony DADCでしかプレスを許しておらず、CD、SACD共に日本盤のライナーノーツは添付される方式となり、これは子会社のヘッズ・アップも同様の方式となっている。そして、その音質は「テラーク・サウンド」と要約し、スローガンとしている。
基準としているのは50年代前半からアメリカのマーキュリー・レコードが発売した「リヴィング・プレゼンス」と銘打たれたシリーズで、全指向性マイクロフォンを左右＋中央に配置して明瞭な定位を確保しリミッターやイコライザーに頼らない、デッカともRCAとも異なる音作りが行われている。マイクロフォンは小口径ダイヤフラムのSchoeps製モデルを採用。これも音質を特徴付けるものであった。
設立当初からレコード盤をダイレクトカッティングで製作していたが、デジタル導入では広いダイナミックレンジと周波数特性を確保するために、1978年4月に、量子化ビット数:16ビット直線、サンプリング周波数:50kHzというデジタル録音機としては当時最高峰の規格性能を持っていた米サウンドストリーム社製の4チャンネルデジタル録音機を採用し、数多く名録音を生み、オーディオ・マニアの賞賛を浴びた。あのオーディオ評論家の長岡鉄男も、1980～81年に、FM雑誌「FMfan」の自身のコーナー「長岡鉄男のDynamicTest」にて、同社のレコードを紹介していた。
その後、1981年にソニーとフィリップスの両社がコンパクトディスク(CD)を発表したのを機に(ハード、ソフトの発売は翌年の1982年10月)、サウンドストリーム社でのデジタル録音を止め、ソニーのデジタル録音機(PCMプロセッサーはPCM-1610を使用)及び編集機(DAE-1100)を使ったデジタル録音(16ビット直線量子化、サンプリング周波数:44.1kHz)に切り替わった。
1980年代後半により20ビットのA/Dコンバーターを使ったレコーディングを開始、1996年から24ビット方式の使用を開始し、ハイビットの録音データをCD規格に収めるApogee社UV22の原型となるディザリングを用いた変換プロセスも逸早く導入。この技術はサウンドストリームのトーマス・ストッカム博士による研究成果であった。1998年にはDSD方式による録音を開始し、それを基調としたSACD（主にハイブリッド仕様）をリリースしている。
又、SACDの登場により、以前のサウンドストリーム社による録音をSACD化するプロジェクトが登場する。理由は、デジタル録音機がソニー製に切り替わる前のサウンドストリーム社のデジタル録音は、量子化ビット数こそ16ビット直線と同じであるが、サンプリング周波数は50kHzで、CDの44.1kHzよりも高く、CDではそのサンプリング周波数50kHzの音質の良さをフルに活かすことができなかったが、DSDとSACDの登場により、そのサウンドストリーム社のデジタル録音の技術スペックをほぼ完全に活かすことのできる様になった為、オリジナルのサウンドストリーム社のデジタル録音のデーターから特注のデジタルソフトウェアーを使ってDSD化し、録音当時の音質をそのまま活かせるSACDを発売している。尚、このSACDはCDとのハイブリッド盤での発売であり、CD層も、新たにDSD化されたデジタル信号からCD用のデジタル信号に変換されている為、従来の同一CDよりも音質が向上されている。

## 2009年の事業縮小
コンコードは2009年2月にテラークの縮小によるリストラを行う。テラークは自社録音を停止、数々の賞を勝ち取ったプロダクション・チームもカットされた。これと同様にカンゼル&シンシナティ・ポップスとテラークの30年近くに及ぶ協力体制に終止符が打たれることとなった。カンゼルとテラークの最後のアルバム From the Top at the Pops が発売されたのは、彼が他界する一週間前のことであった。
これにより、テラークの創設者で元社長のロバート・ウッズが3月に辞職、ヘッズ・アップの社長のデイヴ・ラヴが後任となった。また、テラークのプロダクション・チーム（グラミー賞を受賞したエンジニアのマイケル・ビショップとロバート・フリードライヒ、プロデューサーのトマス・ムーア、チーフ技師のビル・マッキニー）は自主プロダクション、ファイヴ/フォー・プロダクションズ（Five/Four Productions, Ltd.）を創設した。

## ミュージシャン
録音に携わったミュージシャンや指揮者、楽団。

### クラシカル

#### 指揮者
- エリック・カンゼル
- ユージン・オーマンディ
- 小沢征爾
- ロリン・マゼール
- P. D. Q. バッハ
- アンドレ・プレヴィン
- レオン・ボットスタイン
- クルト・マズア
- チャールズ・マッケラス

など

#### ピアニスト
- ルドルフ・ゼルキン
- ラン・ラン

など

#### オルガニスト
- マイケル・マレイ

#### 楽団
- アトランタ交響楽団
- クリーヴランド管弦楽団
- ボストン交響楽団
- シンシナティ交響楽団
- シンシナティ・ポップス・オーケストラ
- セントルイス交響楽団
- プラハ室内管弦楽団
- ボストン・バロック
- ロンドン・フィルハーモニー管弦楽団
- ベルリン・フィルハーモニー管弦楽団
- ウィーン・フィルハーモニー管弦楽団
- ピッツバーグ交響楽団

など

#### 合唱団
- quink vocal quintet
- ロバート・ショウ合唱団
- モルモン・タバナクル合唱団

### ジャズ
- 上原ひろみ（ヒロミ）（ピアノ）
- ミシェル・カミロ（ピアノ）
- ベニー・グリーン（ピアノ）
- サイラス・チェスナット（ピアノ）
- オスカー・ピーターソン（ピアノ）
- ジョン・ピザレリ（ギター）
- レイ・ブラウン（ベース）
- デイヴ・ブルーベック（ピアノ）
- アル・ディ・メオラ（ギター）

### ブルーズ
- ジュニア・ウェルズ
- ジェイムズ・コットン
- コリー・ハリス
- マリア・マルダー

### ポップ/ロック
- ケリ・ノーブル